# Курочкина, Татьяна Ивановна (легкоатлетка)
Татья́на Ива́новна Ку́рочкина (бел. Тацяна Іванаўна Курочкіна; род. 15 сентября 1967, Гродно), в девичестве Мацута (бел. Мацута) — советская и белорусская легкоатлетка, специалистка по бегу с барьерами. Выступала за сборные СССР и Белоруссии по лёгкой атлетике в 1985—2001 годах, обладательница медалей Кубка Европы, многократная победительница и призёрка первенств национального значения, участница двух летних Олимпийских игр.

## Биография
Татьяна Мацута родилась 15 сентября 1967 года в городе Гродно Белорусской ССР.
Занималась лёгкой атлетикой в Минске, состояла в добровольном спортивном обществе «Спартак». Проходила подготовку под руководством Анатолия Ивановича Юлина.
Впервые заявила о себе на международном уровне в сезоне 1985 года, когда вошла в состав советской сборной и выступила на юниорском европейском первенстве в Котбусе, где в зачёте бега на 400 метров с барьерами с результатом 57,92 стала четвёртой.
В 1988 году на чемпионате СССР в Таллине выиграла в той же дисциплине серебряную медаль (55,37), уступив на финише только Татьяне Ледовской. Благодаря череде удачных выступлений удостоилась права защищать честь страны на летних Олимпийских играх в Сеуле — здесь в финале с личным рекордом 54,39 пришла к финишу седьмой.
Будучи студенткой, в 1991 году представляла СССР на Универсиаде в Шеффилде, где в финале барьерного бега на 400 метров стала пятой (57,04).
После распада Советского Союза Курочкина осталась действующей спортсменкой и продолжила принимать участие в крупнейших международных стартах в составе белорусской национальной сборной. Так, в 1993 году она отметилась выступлением на чемпионате мира в Штутгарте, где в беге на 400 метров с барьерами сумела дойти до стадии полуфиналов (55,64).
В 1994 году финишировала третьей на Кубке Европы в Бирмингеме (56,02) и пятой на чемпионате Европы в Хельсинки (55,18).
В 1995 году заняла второе место на Кубке Европы в Лилле (55,59), выиграла серебряную медаль в беге на 400 метров на Всемирных военных играх в Риме, тогда как на чемпионате мира в Гётеборге была дисквалифицирована в ходе предварительного забега и не показала никакого результата.
Выполнив олимпийский квалификационный норматив, благополучно прошла отбор на Олимпийские игры 1996 года в Атланте — на предварительном квалификационном этапе бега на 400 метров с барьерами преодолела дистанцию за 57,28 и в следующую стадию соревнований не вышла.
В 1997 году финишировала четвёртой на Кубке Европы в Мюнхене (56,19).
В 1998 году принимала участие в чемпионате Европы в Будапеште, где бежала на 400 метров с барьерами и эстафету 4 × 400 метров.
В 2001 году заняла пятое место на Кубке Европы в Бремене (56,17).
Завершила спортивную карьеру по окончании сезона 2002 года.